# Canappeville
Canappeville ist eine französische Gemeinde mit 704 Einwohnern (Stand: 1. Januar 2022) im Département Eure in der Region Normandie (vor 2016 Haute-Normandie); sie gehört zum Arrondissement Bernay (bis 2017 Évreux) und zum Kanton Le Neubourg. Die Einwohner nennen sich Canappevillais.

## Geografie
Canappeville liegt etwa 19 Kilometer nordnordwestlich von Évreux. Umgeben wird Canappeville von den Nachbargemeinden Quatremare im Norden, Le Mesnil-Jourdain im Norden und Nordosten, Amfreville-sur-Iton im Osten, Hondouville im Süden und Südosten, Houetteville im Süden, Bérengeville-la-Campagne im Süden und Südwesten, Feuguerolles im Südwesten, Villettes im Westen sowie Venon im Westen.

## Geschichte
| Jahr      | 1793 | 1846 | 1881 | 1936 | 1962 | 1968 | 1975 | 1982 | 1990 | 1999 | 2006 | 2016 |
| --------- | ---- | ---- | ---- | ---- | ---- | ---- | ---- | ---- | ---- | ---- | ---- | ---- |
| Einwohner | 341  | 676  | 507  | 311  | 341  | 367  | 332  | 393  | 555  | 564  | 601  | 667  |

## Sehenswürdigkeiten
- Kirche Saint-Pierre
- Arboretum